# Neoneurotelia nigripennis
Neoneurotelia nigripennis är en tvåvingeart som beskrevs av Shinji 1938. Neoneurotelia nigripennis ingår i släktet Neoneurotelia och familjen svampmyggor. Inga underarter finns listade i Catalogue of Life.